# Apple Newton
Apple Newton или просто Newton — один из первых серий карманных персональных компьютеров, который разрабатывался, производился и продавался фирмой Apple Computer. Apple начала разработку платформы в 1987 году и выпустила первые устройства в августе 1993 года. Производство официально закончилось 27 февраля 1998 года. Большинство компьютеров Newton работало на RISC-процессоре ARM 610 и поддерживало распознавание рукописного ввода. Официальное название устройства — MessagePad, название Newton было закреплено за операционной системой и было дано ей в честь Исаака Ньютона.
Наряду с основной серией MessagePad, ориентированной на рукописный ввод, Newton OS был оснащён eMate 300 - единственный КПК Apple со встроенной клавиатурой. Также Newton OS лицензировалась другим компаниям, которые выпускали свои версии КПК.

## Newton в ходе разработки
Проект Newton изначально не был нацелен на создание карманного компьютера. Такая категория компьютеров, как КПК, вообще не существовала в те годы, и термин «персональный цифровой помощник» (personal digital assistant, PDA) был внедрён Джоном Скалли (John Sculley) на достаточно поздних стадиях проекта. Newton должен был стать полным переизобретением персонального компьютера, чем-то вроде появившихся позднее планшетных компьютеров. Довольно продолжительное время Newton разрабатывался как компьютер с экраном большого формата, большой внутренней памятью и полноценным объектно-ориентированным графическим ядром. Одним из оригинальных сценариев, влиявших на разработку, был «сценарий работы Архитектора»: архитектор, занимающийся проектами жилых домов, обсуждает с клиентом новый дом, используя двумерный план этажа — делает набросок и вносит изменения непосредственно в ходе разговора.
Разработкой программного обеспечения распознавания рукописного текста для первого Apple Newton занималось предприятие ParaGraph.

## Приложения
В большинство устройств Newton было предустановлено различное программное обеспечение, помогающее в организации работы и управлении личными данными. К нему относились такие приложения, как «Notes», «Names» и «Dates», а также различные инструменты повышения личной производительности, такие как калькулятор, калькуляторы преобразования (преобразование метрических единиц, преобразование валюты и т. д.), карты часовых поясов и т. д. В более поздних версиях ОС Newton 2.x эти приложения были усовершенствованы, и были добавлены новые, такие как текстовый процессор Works и Newton Internet Enabler. Также в комплект ПО были включены приложения сторонних компаний, таких как электронная таблица QuickFigure Works («облегченная» версии QuickFigure Pro от Pelicanware), Pocket Quicken, веб-браузер NetHopper и почтовый клиент EnRoute. Различные приложения Newton имели  возможности обмена данными с популярным офисным пакетом для настольных ПК и форматами файлов приложений PIM (Personal Information Manager), в основном за счет использования прилагаемых Apple Newton Connection Utilities, а также Newton Connection Kit, который продавался отдельно и работал только для Устройства Newton, в которых использовались версии 1.x ОС Newton.

## Результаты
Хотя Apple Newton производился в течение шести лет, он никогда не имел ожидавшегося успеха на рынке. Это приписывается двум основным причинам: высокая цена устройства (которая поднялась до 1000 долларов во время появления моделей 2000 и 2100), а также его размеры (они не проходили тест на «карманность» — устройство не помещалось в обычный карман плаща, рубашки или брюк). Критики также ругали распознавание рукописного ввода. Эти проблемы сказались на репутации продукта в глазах широкой публики. КПК так и оставались бы нишевым продуктом, если бы не появление Palm Pilot, который вышел на рынок незадолго до того, как прекратилось производство Newton. Palm Pilot в небольшом и более тонком корпусе, с меньшей ценой и более устойчивой системой распознавания ввода «Граффити» (впервые она появилась как программный пакет для Newton), оказался способным восстановить рынок КПК после коммерческого провала MessagePad. Одним из основателей Palm Computing была Донна Дубински, работавшая ранее в Apple.

## Модели

### Модели Apple
- MessagePad (также известный как H1000 или Original MessagePad, OMP)
- MessagePad 100 (поддерживает более новую версию Newton OS)
- MessagePad 110
- MessagePad 120 (до 2 Мб ОЗУ, против 1 Мб в более старых моделях)
- MessagePad 130
- eMate 300
- MessagePad 2000 (значительное обновление; гораздо более производителен (162 МГц StrongARM против 20 МГц ARM 610, больший форм-фактор)
- MessagePad 2100 (внутреннее ОЗУ наращено до 4 Мб)

### Модели Motorola
- Motorola Marco

### Модели Sharp
- Sharp ExpertPad PI-7000 (equivalent to OMP)
- Sharp ExpertPad PI-7100 (equivalent to MP 100)[12]

### Модели Digital Ocean
- Tarpon[13]
- Seahorse[14]

### Модели Siemens
- Siemens Note Phone[15]

### Модели Harris
- Harris SuperTech 2000[16]

### Эмуляторы
Начиная с 2004 года группа энтузиастов разрабатывает программный эмулятор Apple Newton Einstein Project. Сейчас он доступен для Zaurus, Mac OS X, Nokia Maemo, Microsoft Windows и Pepper Pad 3. Эмулятор опубликован в исходных текстах, но он требует для своего запуска оригинальную прошивку Newton ROM. Начиная с сентября 2010, Einstein можно запускать на iPhone, iPad и с марта 2011 — под управлением Android.

## В культуре
Apple Newton и его плохое распознавание почерка были высмеяны в эпизоде Симпсонов под названием «Лиза на льду» в 1994 году.
В аниме-сериале 1995 года Neon Genesis Evangelion портативные устройства, созданные по образцу Newton, встречаются несколько раз.
В кинофильме "В осаде 2: Тёмная территория" (Under Siege 2: Dark Territory) (1995 год) главный герой Кейси Райбек (акт. Стивен Сигал) подключив КПК Apple Newton к телефонной сети поезда, посылает в ресторан, в котором работает, факсовое сообщение, адресованное адмиралу Бейтсу, о том, что поезд захвачен террористами. Позже злоумышленники обнаруживают этот КПК, оставленный подключенным к сети. Подключив его к своему компьютеру, они его взламывают, и среди данных обнаруживают начатую книгу-мемуар, которую пишет главный герой. Книга называется "Тактика Райбека". Террористы сразу узнают эту фамилию и понимают, что с ними в поезде едет бывший командир отряда морской пехоты, один из лучших специалистов по борьбе с террористами.
Также КПК Apple Newton пользуются герои фильма "Хакеры" (1995). В сценах в квартире Кейт Либби (Анджелина Джоли) данный кпк можно видеть на столе героини.
В интерактивной видеоигре 1998 года «Секретные материалы» главный герой использует Apple Newton, чтобы делать заметки, читать электронную почту и перемещаться по различным локациям игры.
Во время конференции Apple 21 марта 2016 года был представлен праздничный видеоролик под названием «40 лет за 40 секунд». В видео был мигающий текст названий самых известных продуктов Apple и слоганов за их сорокалетнюю историю, включая Newton. Однако в случае с Newton это было единственное имя, изображенное на видео, которое было явно вычеркнуто, имитируя то, как пользователи удаляли текст на устройстве, и отсылая к полной отмене линейки продуктов.